# Трећа лига Црне Горе у фудбалу 2022/23 — Сјевер
Трећа лига Црне Горе у фудбалу 2022/23 — Сјевер, било је 17 такмичење у оквиру Треће лиге организовано од стране фудбалског савеза Црне Горе од оснивања 2006. и четврто такмичење организовано након реорганизације Сјеверне регије у Удружење клубова Сјевер. То је једна од три регије трећег степена такмичења у Црној Гори у сезони 2022/23. поред регија Центар и Југ.
Првак регије Сјевер за сезону 2021/22. — Ибар, завршио је на последњем мјесту у баражу против побједника регије Југ — Отрант Олимпика и побједника регије Центар — ОФК Никшића и остао је у регији Сјевер за сезону 2022/23.
Пред почетак сезоне основан је ОФК Гусиње и у лиги је учествовало девет клубова, играло се трокружним бод системом, свако са сваким кући и на страни по једном, док су се домаћини за трећи круг одређивали на основу позиција на табели, а због непарног броја у сваком колу је био слободан по један клуб. Првак регије, на крају сезоне је играо у баражу са првацима друге двије регије, гдје је свако са сваким играо по једну утакмицу, домаћини су одлучени жријебом, а двије најбоље екипе обезбиједиле су пласман у Другу лигу.
Титулу је освојио Ибар, девет бодова испред Пљеваља, док је у баражу изгубио обје утакмице и остао је у Трећој лиги Сјевер за сезону 2023/24.

## Клубови у сезони 2022/23.
| Клуб       | Мјесто      | Стадион            | Капацитет | Позиција у сезони 2021/22. |
| ---------- | ----------- | ------------------ | --------- | -------------------------- |
| Брсково    | Мојковац    | Стадион ФК Брсково | 1.000     | 2                          |
| Гусиње     | Гусиње      | Градски стадион    | 3.000     | 7                          |
| Ибар       | Рожаје      | Банџово брдо       | 2.500     | 1                          |
| Комови     | Андријевица | Стадион Прљаније   | 1.000     | 3                          |
| ОФК Борац  | Бијело Поље | Градски стадион    | 4.000     | 5                          |
| ОФК Гусиње | Гусиње      | Градски стадион    | 3.000     | —                          |
| Петњица    | Петњица     | Стадион Гусаре     | 1.000     | 8                          |
| Пљевља     | Пљевља      | Градски стадион    | 10.000    | 4                          |
| Полимље    | Мурино      | Стадион у Мурину   | 100       | 6                          |

## Резултати

### Први и други круг
Домаћини су наведени у лијевој колони
|    | Екипа      | 1      | 2      | 3     | 4     | 5     | 6     | 7     | 8     | 9     |
| -- | ---------- | ------ | ------ | ----- | ----- | ----- | ----- | ----- | ----- | ----- |
| 1. | Брсково    | XXX    | 11 : 0 | 1 : 3 | 1 : 1 | 2 : 2 | 1 : 1 | 2 : 0 | 2 : 2 | 4 : 1 |
| 2. | Гусиње     | 1 : 4  | XXX    | 2 : 4 | 0 : 5 | 1 : 2 | 1 : 1 | 1 : 1 | 0 : 3 | 6 : 2 |
| 3. | Ибар       | 2 : 1  | 8 : 0  | XXX   | 6 : 0 | 5 : 1 | 2 : 0 | 2 : 0 | 2 : 0 | 7 : 0 |
| 4. | Комови     | 2 : 0  | 5 : 2  | 1 : 2 | XXX   | 3 : 1 | 2 : 0 | 2 : 0 | 0 : 3 | 3 : 0 |
| 5. | ОФК Борац  | 1 : 0  | 2 : 1  | 2 : 3 | 4 : 2 | XXX   | 6 : 2 | 5 : 1 | 3 : 4 | 7 : 0 |
| 6. | ОФК Гусиње | 1 : 0  | 3 : 0  | 0 : 2 | 1 : 3 | 1 : 5 | XXX   | 1 : 3 | 0 : 2 | 1 : 0 |
| 7. | Петњица    | 3 : 0  | 1 : 0  | 0 : 2 | 2 : 2 | 2 : 6 | 2 : 2 | XXX   | 0 : 0 | 4 : 1 |
| 8. | Пљевља     | 5 : 0  | 2 : 1  | 1 : 0 | 4 : 1 | 2 : 2 | 7 : 1 | 3 : 1 | XXX   | 3 : 0 |
| 9. | Полимље    | 2 : 12 | 2 : 3  | 0 : 7 | 0 : 0 | 1 : 2 | 4 : 1 | 0 : 0 | 2 : 4 | XXX   |

### Трећи круг
Домаћини су наведени у лијевој колони.
|    | Екипа      | 1     | 2     | 3     | 4     | 5     | 6     | 7     | 8      | 9     |
| -- | ---------- | ----- | ----- | ----- | ----- | ----- | ----- | ----- | ------ | ----- |
| 1. | Брсково    | XXX   | 3 : 0 | 0 : 5 |       | 1 : 1 |       | 4 : 1 |        |       |
| 2. | Гусиње     |       | XXX   |       | 1 : 8 |       |       | 2 : 6 | 0 : 11 | 1 : 1 |
| 3. | Ибар       |       | 3 : 0 | XXX   | 3 : 0 |       |       | 4 : 0 | 4 : 0  |       |
| 4. | Комови     | 3 : 2 |       |       | XXX   |       | 3 : 1 |       | 2 : 5  | 0 : 1 |
| 5. | ОФК Борац  |       | 3 : 4 | 1 : 2 | 3 : 1 | XXX   |       | 2 : 2 |        |       |
| 6. | ОФК Гусиње | 1 : 0 | 2 : 2 | 0 : 2 |       | 5 : 1 | XXX   |       |        |       |
| 7. | Петњица    |       |       |       | 5 : 0 |       | 0 : 1 | XXX   | 1 : 6  | 2 : 1 |
| 8. | Пљевља     | 5 : 0 |       |       |       | 3 : 1 | 3 : 0 |       | XXX    | 5 : 1 |
| 9. | Полимље    | 0 : 8 |       | 1 : 9 |       | 0 : 4 | 2 : 4 |       |        | XXX   |

## Резултати по колима
| 1. коло, 28—29. 8. 2022. |                       |
| Полимље - Пљевља         | 2 : 4                 |
| Комови - Ибар            | 1 : 2                 |
| ОФК Борац - Петњица      | 5 : 1                 |
| ОФК Гусиње - Брсково     | 1 : 0 (10. 11. 2022.) |
| Гусиње је било слободно. |                       |

| 2. коло, 4—5. 9. 2022.   |       |
| Брсково - ОФК Борац      | 2 : 2 |
| Ибар - ОФК Гусиње        | 2 : 0 |
| Гусиње - Комови          | 0 : 5 |
| Петњица - Полимље        | 4 : 1 |
| Пљевља су била слободна. |       |

| 3. коло, 10—12. 9. 2022. |        |
| Пљевља - Петњица         | 3 : 1  |
| Полимље - Брсково        | 2 : 12 |
| ОФК Гусиње - Гусиње      | 3 : 0  |
| ОФК Борац - Ибар         | 2 : 3  |
| Комови су били слободни. |        |

| 4. коло, 15. 9. 2022.     |                      |
| Комови - ОФК Гусиње       | 2 : 0                |
| Брсково - Пљевља          | 2 : 2                |
| Ибар - Полимље            | 7 : 0                |
| Гусиње - ОФК Борац        | 1 : 2 (22. 9. 2022.) |
| Петњица је била слободна. |                      |

| 5. коло, 18—19. 9. 2022.     |       |
| Полимље - Гусиње             | 2 : 3 |
| Пљевља - Ибар                | 1 : 0 |
| Петњица - Брсково            | 3 : 0 |
| ОФК Борац - Комови           | 4 : 2 |
| ОФК Гусиње је било слободно. |       |

| 6. коло, 25—26. 9. 2022.  |       |
| ОФК Гусиње - ОФК Борац    | 1 : 5 |
| Ибар - Петњица            | 2 : 0 |
| Комови - Полимље          | 3 : 0 |
| Гусиње - Пљевља           | 0 : 3 |
| Брсково је било слободно. |       |

| 7. коло, 2—3. 10. 2022.    |       |
| Полимље - ОФК Гусиње       | 4 : 1 |
| Брсково - Ибар             | 1 : 3 |
| Пљевља - Комови            | 4 : 1 |
| Петњица - Гусиње           | 1 : 0 |
| ОФК Борац је био слободан. |       |

| 8. коло, 5—6. 10. 2022. |       |
| ОФК Борац - Полимље     | 7 : 0 |
| ОФК Гусиње - Пљевља     | 0 : 2 |
| Гусиње - Брсково        | 1 : 4 |
| Комови - Петњица        | 2 : 0 |
| Ибар је био слободан.   |       |

| 9. коло, 9—10. 10. 2022.  |                      |
| Ибар - Гусиње             | 8 : 0                |
| Пљевља - ОФК Борац        | 2 : 2                |
| Петњица - ОФК Гусиње      | 2 : 2                |
| Брсково - Комови          | 1 : 1 (4. 11. 2022.) |
| Полимље је било слободно. |                      |

| 10. коло, 16—17. 10. 2022. |       |
| Ибар - Комови              | 6 : 0 |
| Брсково - ОФК Гусиње       | 1 : 1 |
| Петњица - ОФК Борац        | 2 : 6 |
| Пљевља - Полимље           | 3 : 0 |
| Гусиње је било слободно.   |       |

| 11. коло, 23—24. 10. 2022. |       |
| Полимље - Петњица          | 0 : 0 |
| ОФК Гусиње - Ибар          | 0 : 2 |
| Комови - Гусиње            | 5 : 2 |
| ОФК Борац - Брсково        | 1 : 0 |
| Пљевља су била слободна.   |       |

| 12. коло, 29—31. 10. 2022. |       |
| Гусиње - ОФК Гусиње        | 1 : 1 |
| Ибар - ОФК Борац           | 5 : 1 |
| Брсково - Полимље          | 4 : 1 |
| Петњица - Пљевља           | 0 : 0 |
| Комови су били слободни.   |       |

| 13. коло, 6—7. 11. 2022.  |       |
| Полимље - Ибар            | 0 : 7 |
| ОФК Гусиње - Комови       | 1 : 3 |
| Пљевља - Брсково          | 5 : 0 |
| ОФК Борац - Гусиње        | 2 : 1 |
| Петњица је била слободна. |       |

| 14. коло, 13—14. 11. 2022.   |       |
| Комови - ОФК Борац           | 3 : 1 |
| Ибар - Пљевља                | 2 : 0 |
| Брсково - Петњица            | 2 : 0 |
| Гусиње - Полимље             | 6 : 2 |
| ОФК Гусиње је било слободно. |       |

| 15. коло, 25—28. 3. 2023. |                     |
| Полимље - Комови          | 0 : 0               |
| Петњица - Ибар            | 0 : 2               |
| Пљевља - Гусиње           | 2 : 1               |
| ОФК Борац - ОФК Гусиње    | 6 : 2 (6. 4. 2023.) |
| Брсково је било слободно. |                     |

| 16. коло, 30—31. 3. 2023.  |       |
| ОФК Гусиње - Полимље       | 1 : 0 |
| Комови - Пљевља            | 0 : 3 |
| Ибар - Брсково             | 2 : 1 |
| Гусиње - Петњица           | 1 : 1 |
| ОФК Борац је био слободан. |       |

| 17. коло, 1—3. 4. 2023. |        |
| Полимље - ОФК Борац     | 1 : 2  |
| Брсково - Гусиње        | 11 : 0 |
| Пљевља - ОФК Гусиње     | 7 : 1  |
| Петњица - Комови        | 2 : 2  |
| Ибар је био слободан.   |        |

| 18. коло, 9—12. 4. 2023.  |       |
| Комови - Брсково          | 2 : 0 |
| ОФК Борац - Пљевља        | 3 : 4 |
| ОФК Гусиње - Петњица      | 1 : 3 |
| Гусиње - Ибар             | 2 : 4 |
| Полимље је било слободно. |       |

| 19. коло, 16—17. 4. 2023. |        |
| ОФК Гусиње - ОФК Борац    | 5 : 1  |
| Гусиње - Пљевља           | 0 : 11 |
| Полимље - Ибар            | 1 : 9  |
| Петњица - Комови          | 5 : 0  |
| Брсково је било слободно. |        |

| 20. коло, 20. 4. 2023.    |       |
| Ибар - Гусиње             | 3 : 0 |
| Пљевља - ОФК Гусиње       | 3 : 0 |
| ОФК Борац - Петњица       | 2 : 2 |
| Комови - Брсково          | 3 : 2 |
| Полимље је било слободно. |       |

| 21. коло, 23—24. 4. 2022. |                      |
| ОФК Гусиње - Ибар         | 0 : 2                |
| Гусиње - Полимље          | 1 : 1                |
| Петњица - Пљевља          | 1 : 6                |
| Брсково - ОФК Борац       | 1 : 1 (18. 5. 2023.) |
| Комови су били слободни.  |                      |

| 22. коло, 27—28. 4. 2023. |       |
| Пљевља - Брсково          | 5 : 0 |
| ОФК Борац - Комови        | 3 : 1 |
| Ибар - Петњица            | 4 : 0 |
| Полимље - ОФК Гусиње      | 2 : 4 |
| Гусиње је било слободно.  |       |

| 23. коло, 30. 4.—2. 5. 2023. |                      |
| Комови - Пљевља              | 2 : 5                |
| Брсково - Ибар               | 0 : 5                |
| ОФК Гусиње - Гусиње          | 2 : 2                |
| Петњица - Полимље            | 2 : 1 (11. 5. 2023.) |
| ОФК Борац је био слободан.   |                      |

| 24. коло, 4. 5. 2023.        |                      |
| Ибар - Комови                | 3 : 0                |
| Пљевља - ОФК Борац           | 3 : 1                |
| Полимље - Брсково            | 0 : 8                |
| Гусиње - Петњица             | 2 : 6 (18. 5. 2023.) |
| ОФК Гусиње је било слободно. |                      |

| 25. коло, 7—8. 5. 2023.  |       |
| Комови - Полимље         | 0 : 1 |
| Брсково - Гусиње         | 3 : 0 |
| Петњица - ОФК Гусиње     | 0 : 1 |
| ОФК Борац - Ибар         | 1 : 2 |
| Пљевља су била слободна. |       |

| 26. коло, 14. 5. 2023.    |       |
| Полимље - ОФК Борац       | 0 : 4 |
| Гусиње - Комови           | 1 : 8 |
| ОФК Гусиње - Брсково      | 1 : 0 |
| Ибар - Пљевља             | 4 : 0 |
| Петњица је била слободна. |       |

| 27. коло, 21—22. 5. 2022. |       |
| Комови - ОФК Гусиње       | 3 : 1 |
| Брсково - Петњица         | 4 : 1 |
| Пљевља - Полимље          | 5 : 1 |
| ОФК Борац - Гусиње        | 3 : 4 |
| Ибар је био слободан.     |       |

Легенда:
 Дерби мечеви
- - Службени резултат.

## Детаљни извјештај

### 1. коло
| Полимље                            | 2 : 4 | Пљевља                                                                               |
| ---------------------------------- | ----- | ------------------------------------------------------------------------------------ |
| Саша Лабан 19’ · Лазар Бојовић 49’ |       | Кристијан Ернец 17’ · Вељко Крстонијевић 38’ · Ју Мијазаки 68’ · Кристијан Ернец 73’ |

| Комови            | 1 : 2 | Ибар                                   |
| ----------------- | ----- | -------------------------------------- |
| Милић Лабовић 55’ |       | Мирзет Мурић 37’ · Муслија Јуковић 42’ |

| ОФК Борац                                                                                                 | 5 : 1 | Петњица          |
| --- | ----- | ---------------- |
| Алден Рамовић 25’ · Алден Рамовић 38’ · Тодор Шекуларац 75’ · Видоје Средојевић 80’ · Никола Цвијовић 86’ |       | Дино Адровић 14’ |

| ОФК Гусиње         | 1 : 0 | Брсково |
| ------------------ | ----- | ------- |
| Алден Радончић 60’ |       |         |

### 2. коло
| Брсково                                 | 2 : 2 | ОФК Борац                                          |
| --------------------------------------- | ----- | -------------------------------------------------- |
| Миодраг Ђукић 55’ · Данило Зиндовић 75’ |       | Бранко Вуковић 60’ (пен.) · Александар Раковић 77’ |

| Ибар                                         | 2 : 0 | ОФК Гусиње |
| -------------------------------------------- | ----- | ---------- |
| Муслија Јуковић 24’ · Ајсел Мурић 85’ (пен.) |       |            |

| Гусиње | 0 : 5 | Комови |
| ------ | ----- | --- |
|        |       | Милић Лабовић 24’ · Милосав Делетић 47’ · Милосав Делетић 64’ · Милић Лабовић 86’ · Лазар Кастратовић 88’ |

| Петњица                                                                          | 4 : 1 | Полимље              |
| -------------------------------------------------------------------------------- | ----- | -------------------- |
| Лазар Ћулафић 14’ · Хузеир Скендеровић 20’ · Ерис Бабачић 81’ · Ерис Бабачић 83’ |       | Мухамед Витковић 88’ |

### 3. коло
| Пљевља                                                | 3 : 1 | Петњица           |
| ----------------------------------------------------- | ----- | ----------------- |
| Лука Дрмач 67’ · Ју Мијазаки 74’ · Арсеније Чепић 78’ |       | Лазар Ћулафић 32’ |

| Полимље                               | 2 : 12 | Брсково |
| ------------------------------------- | ------ | --- |
| Лазар Бојовић 43’ · Марко Болевић 72’ |        | Данило Зиндовић 7’ · Бане Булатовић 12’ · Миодраг Ђукић 17’ · Миодраг Ђукић 30’ · Вељко Смоловић 49’ · Вељко Смоловић 56’ · Андрија Станић 58’ · Бане Булатовић 63’ (пен.) · Миодраг Ђукић 76’ · Миодраг Ђукић 81’ · Бане Булатовић 83’ · Бане Булатовић 90’ |

| ОФК Гусиње | 3 : 0 | Гусиње |
| ---------- | ----- | ------ |
|            |       |        |

| ОФК Борац                              | 2 : 3 | Ибар                                                          |
| -------------------------------------- | ----- | ------------------------------------------------------------- |
| Алден Рамовић 52’ · Бранко Вуковић 79’ |       | Мирзет Мурић 11’ · Исмар Хоџић 77’ · Ајсел Мурић 90+1’ (пен.) |

### 4. коло
| Брсково                                  | 2 : 2 | Пљевља                            |
| ---------------------------------------- | ----- | --------------------------------- |
| Миодраг Ђукић 82’ · Андрија Станић 90+1’ |       | Ју Мијазаки 49’ · Ју Мијазаки 79’ |

| Ибар | 7 : 0 | Полимље |
| --- | ----- | ------- |
| Јусуф Фазлић 9’ · Муслија Јуковић 12’ · Муслија Јуковић 57’ · Муслија Јуковић 60’ · Муслија Јуковић 63’ · Муслија Јуковић 65’ · Емрах Хасовић 68’ |       |         |

| Комови                                  | 2 : 0 | ОФК Гусиње |
| --------------------------------------- | ----- | ---------- |
| Милосав Делетић 13’ · Милић Лабовић 28’ |       |            |

| Гусиње           | 1 : 2 | ОФК Борац                              |
| ---------------- | ----- | -------------------------------------- |
| Ерик Селимај 64’ |       | Адис Баховић 11’ · Тодор Шекуларац 40’ |

### 5. коло
| Полимље                              | 2 : 3 | Гусиње                                                       |
| ------------------------------------ | ----- | ------------------------------------------------------------ |
| Мерсим Башић 55’ · Лазар Бојовић 79’ |       | Денијал Чекић 14’ (пен.) · Анес Хот 28’ · Асмир Бајровић 63’ |

| ОФК Борац                                                                          | 4 : 2 | Комови                                       |
| ---------------------------------------------------------------------------------- | ----- | -------------------------------------------- |
| Тодор Шекуларац 25’ · Алден Рамовић 44’ · Бранко Вуковић 76’ · Тодор Шекуларац 83’ |       | Никола Аџић 10’ · Милосав Делетић 34’ (пен.) |

| Пљевља         | 1 : 0 | Ибар |
| -------------- | ----- | ---- |
| Лука Дрмач 15’ |       |      |

| Петњица | 3 : 0 | Брсково |
| ------- | ----- | ------- |
|         |       |         |

### 6. коло
| ОФК Гусиње      | 1 : 5 | ОФК Борац                                                                                          |
| --------------- | ----- | -------------------------------------------------------------------------------------------------- |
| Амел Ђешевић 7’ |       | Алден Рамовић 30’ · Ален Пољак 43’ · Алден Рамовић 55’ · Тодор Шекуларац 65’ · Тодор Шекуларац 71’ |

| Ибар                                | 2 : 0 | Петњица |
| ----------------------------------- | ----- | ------- |
| Мирзет Мурић 41’ · Јусуф Фазлић 59’ |       |         |

| Комови                                                        | 3 : 0 | Полимље |
| ------------------------------------------------------------- | ----- | ------- |
| Милосав Делетић 37’ · Филип Губеринић 78’ · Филип Ћеранић 81’ |       |         |

| Гусиње | 0 : 3 | Пљевља                                                |
| ------ | ----- | ----------------------------------------------------- |
|        |       | Ју Мијазаки 7’ · Кристијан Ернец 37’ · Лука Дрмач 72’ |

### 7. коло
| Полимље                                                                                    | 4 : 1 | ОФК Гусиње             |
| ------------------------------------------------------------------------------------------ | ----- | ---------------------- |
| Дамјан Оташевић 3’ (пен.) · Дамјан Оташевић 17’ · Лазар Бојовић 33’ · Богољуб Коматина 43’ |       | Мухамед Хусеиновић 34’ |

| Брсково             | 1 : 3 | Ибар                                                            |
| ------------------- | ----- | --------------------------------------------------------------- |
| Данило Зиндовић 30’ |       | Ајсел Мурић 47’ (пен.) · Мирзет Мурић 62’ · Муслија Јуковић 81’ |

| Пљевља                                                                            | 4 : 1 | Комови             |
| --------------------------------------------------------------------------------- | ----- | ------------------ |
| Кристијан Ернец 41’ · Ју Мијазаки 59’ · Кристијан Ернец 74’ · Кристијан Ернец 75’ |       | Филип Губеринић 6’ |

| Петњица                    | 1 : 0 | Гусиње |
| -------------------------- | ----- | ------ |
| Бојан Јокановић 90’ (пен.) |       |        |

### 8. коло
| ОФК Борац | 7 : 0 | Полимље |
| --- | ----- | ------- |
| Алден Рамовић 25’ · Алден Рамовић 28’ · Ален Пољак 29’ · Никола Брајић 33’ · Видоје Средојевић 40’ · Енис Лукач 53’ · Тодор Шекуларац 73’ |       |         |

| ОФК Гусиње | 0 : 2 | Пљевља                               |
| ---------- | ----- | ------------------------------------ |
|            |       | Арсеније Чепић 53’ · Ју Мијазаки 72’ |

| Гусиње       | 1 : 4 | Брсково                                                                                  |
| ------------ | ----- | ---------------------------------------------------------------------------------------- |
| Анес Хот 79’ |       | Трифун Фуштић 29’ · Трифун Фуштић 65’ · Бане Булатовић 70’ (пен.) · Лазар Шћепановић 87’ |

| Комови                                           | 2 : 0 | Петњица |
| ------------------------------------------------ | ----- | ------- |
| Милић Лабовић 35’ (пен.) · Лазар Кастратовић 72’ |       |         |

### 9. коло
| Ибар | 8 : 0 | Гусиње |
| --- | ----- | ------ |
| Муслија Јуковић 6’ · Емрах Хасовић 22’ · Емрах Хасовић 24’ · Јакуб Фазлић 61’ · Јакуб Фазлић 63’ · Јусуф Фазлић 67’ · Фарис Рамовић 75’ · Јусуф Фазлић 89’ |       |        |

| Пљевља                                       | 2 : 2 | ОФК Борац                             |
| -------------------------------------------- | ----- | ------------------------------------- |
| Алден Рамовић 17’ (аг.) · Матија Боричић 33’ |       | Алден Рамовић 5’ · Бранко Вуковић 36’ |

| Петњица                                | 2 : 2 | ОФК Гусиње                       |
| -------------------------------------- | ----- | -------------------------------- |
| Бојан Јокановић 20’ · Ерис Бабачић 23’ |       | Амел Ђешевић 4’ · Луан Кукај 74’ |

| Брсково         | 1 : 1 | Комови                |
| --------------- | ----- | --------------------- |
| Ђорђе Јелић 83’ |       | Лазар Кастратовић 35’ |

### 10. коло
| Ибар | 6 : 0 | Комови |
| --- | ----- | ------ |
| Мирзет Мурић 11’ · Ајсел Мурић 17’ (пен.) · Јакуб Фазлић 31’ · Ајсел Мурић 51’ · Илхан Хоџић 75’ · Јусуф Фазлић 83’ |       |        |

| Брсково            | 1 : 1 | ОФК Гусиње             |
| ------------------ | ----- | ---------------------- |
| Бане Булатовић 50’ |       | Мухамед Хусеиновић 58’ |

| Петњица                                      | 2 : 6 | ОФК Борац |
| -------------------------------------------- | ----- | --- |
| Никола Томовић 45’ (пен.) · Мелид Аговић 86’ |       | Александар Раковић 15’ · Алден Рамовић 29’ · Алден Рамовић 54’ · Ален Пољак 60’ · Ален Пољак 69’ · Видоје Средојевић 80’ |

| Пљевља | 3 : 0 | Полимље |
| ------ | ----- | ------- |
|        |       |         |

### 11. коло
| Полимље | 0 : 0 | Петњица |
| ------- | ----- | ------- |
|         |       |         |

| ОФК Гусиње | 0 : 2 | Ибар                                  |
| ---------- | ----- | ------------------------------------- |
|            |       | Муслија Јуковић 9’ · Јусуф Фазлић 90’ |

| Комови | 5 : 2 | Гусиње                                    |
| --- | ----- | ----------------------------------------- |
| Милосав Делетић 20’ · Милић Лабовић 53’ · Филип Губеринић 70’ · Лазар Кастратовић 84’ · Милић Лабовић 88’ |       | Веселин Вујачић 24’ · Веселин Вујачић 73’ |

| ОФК Борац      | 1 : 0 | Брсково |
| -------------- | ----- | ------- |
| Ален Пољак 63’ |       |         |

### 12. коло
| Гусиње          | 1 : 1 | ОФК Гусиње         |
| --------------- | ----- | ------------------ |
| Ирфан Чекић 47’ |       | Дино Муламекић 65’ |

| Ибар | 5 : 1 | ОФК Борац         |
| --- | ----- | ----------------- |
| Ајсел Мурић 21’ (пен.) · Јакуб Фазлић 28’ · Мирзет Мурић 48’ · Муслија Јуковић 63’ · Муслија Јуковић 66’ |       | Алден Рамовић 34’ |

| Брсково                                                                         | 4 : 1 | Полимље              |
| ------------------------------------------------------------------------------- | ----- | -------------------- |
| Матија Балтић 13’ · Вељко Смоловић 60’ · Трифун Фуштић 66’ · Никола Вујисић 70’ |       | Богољуб Коматина 76’ |

| Петњица | 0 : 0 | Пљевља |
| ------- | ----- | ------ |
|         |       |        |

### 13. коло
| ОФК Гусиње         | 1 : 3 | Комови                                                     |
| ------------------ | ----- | ---------------------------------------------------------- |
| Амил Сеферагић 63’ |       | Милић Лабовић 1’ · Лазар Кастратовић 86’ · Никола Аџић 89’ |

| Полимље | 0 : 7 | Ибар |
| ------- | ----- | --- |
|         |       | Муслија Јуковић 13’ · Јакуб Фазлић 24’ · Мирзет Мурић 25’ · Муслија Јуковић 49’ · Емрах Хасовић 60’ · Ајсел Мурић 66’ · Муслија Јуковић 80’ |

| Пљевља | 5 : 0 | Брсково |
| --- | ----- | ------- |
| Вељко Крстонијевић 12’ · Кристијан Ернец 15’ · Вељко Крстонијевић 19’ · Арсеније Чепић 56’ · Вељко Крстонијевић 76’ |       |         |

| ОФК Борац                                | 2 : 1 | Гусиње            |
| ---------------------------------------- | ----- | ----------------- |
| Алден Рамовић 6’ · Видоје Средојевић 86’ |       | Денијал Чекић 77’ |

### 14. коло
| Комови                                                           | 3 : 1 | ОФК Борац                      |
| ---------------------------------------------------------------- | ----- | ------------------------------ |
| Никола Аџић 33’ · Филип Губеринић 39’ · Александар Милићевић 77’ |       | Александар Милићевић 66’ (аг.) |

| Ибар                               | 2 : 0 | Пљевља |
| ---------------------------------- | ----- | ------ |
| Ајсел Мурић 8’ · Емрах Хасовић 54’ |       |        |

| Брсково                                      | 2 : 0 | Петњица |
| -------------------------------------------- | ----- | ------- |
| Данило Зиндовић 57’ · Ерис Бабачић 82’ (аг.) |       |         |

| Гусиње | 6 : 2 | Полимље                                 |
| --- | ----- | --------------------------------------- |
| Маид Чекић 18’ (пен.) · Џавид Дервишевић 28’ · Елдар Кољеновић 30’ · Џавид Дервишевић 32’ · Денијал Чекић 55’ · Маид Чекић 75’ |       | Петрашин Зоговић 73’ · Мерсим Башић 80’ |

### 15. коло
| Полимље | 0 : 0 | Комови |
| ------- | ----- | ------ |
|         |       |        |

| Петњица | 0 : 2 | Ибар                                           |
| ------- | ----- | ---------------------------------------------- |
|         |       | Ајсел Мурић 9’ (пен.) · Ајсел Мурић 59’ (пен.) |

| Пљевља                                   | 2 : 1 | Гусиње             |
| ---------------------------------------- | ----- | ------------------ |
| Кристијан Ернец 13’ · Арсеније Чепић 67’ |       | Кенан Радончић 25’ |

| ОФК Борац | 6 : 2 | ОФК Гусиње                          |
| --- | ----- | ----------------------------------- |
| Алден Рамовић 45’ · Алден Рамовић 57’ · Армен Бошњак 59’ · Александар Маџгаљ 71’ · Видоје Средојевић 81’ · Видоје Средојевић 84’ |       | Луан Кукај 21’ · Денис Омерагић 40’ |

### 16. коло
| ОФК Гусиње         | 1 : 0 | Полимље |
| ------------------ | ----- | ------- |
| Енвер Радончић 82’ |       |         |

| Комови | 0 : 3 | Пљевља                                                            |
| ------ | ----- | ----------------------------------------------------------------- |
|        |       | Арсеније Чепић 20’ (пен.) · Кристијан Ернец 32’ · Ју Мијазаки 70’ |

| Ибар                                          | 2 : 1 | Брсково            |
| --------------------------------------------- | ----- | ------------------ |
| Андрија Глушчевић 70’ · Андрија Глушчевић 74’ |       | Бане Булатовић 82’ |

| Гусиње          | 1 : 1 | Петњица            |
| --------------- | ----- | ------------------ |
| Ирфан Чекић 85’ |       | Никола Томовић 33’ |

### 17. коло
| Полимље               | 1 : 2 | ОФК Борац                                        |
| --------------------- | ----- | ------------------------------------------------ |
| Мухамед Цириковић 73’ |       | Богослов Јокић 14’ (аг.) · Александар Маџгаљ 86’ |

| Брсково | 11 : 0 | Гусиње |
| --- | ------ | ------ |
| Никола Вујисић 5’ · Данило Зиндовић 22’ · Бане Булатовић 25’ (пен.) · Бане Булатовић 37’ · Матија Бошковић 47’ · Никола Вујисић 50’ · Никола Вујисић 57’ · Павле Ђукић 64’ · Матија Бошковић 66’ · Матија Бошковић 69’ · Трифун Фуштић 83’ |        |        |

| Пљевља | 7 : 1 | ОФК Гусиње         |
| --- | ----- | ------------------ |
| Арсеније Чепић 24’ · Ју Мијазаки 35’ · Брајан Матановић 39’ · Кристијан Ернец 44’ · Вељко Крстонијевић 65’ · Кристијан Ернец 67’ · Кристијан Ернец 80’ |       | Алден Радончић 51’ |

| Петњица                             | 2 : 2 | Комови                                       |
| ----------------------------------- | ----- | -------------------------------------------- |
| Емил Адровић 30’ · Емил Адровић 70’ |       | Далибор Дробњак 65’ · Мерил Мусић 65’ (пен.) |

### 18. коло
| Комови                                | 2 : 0 | Брсково |
| ------------------------------------- | ----- | ------- |
| Далибор Дробњак 12’ · Мерил Мусић 37’ |       |         |

| ОФК Борац                                                     | 3 : 4 | Пљевља                                                                                |
| ------------------------------------------------------------- | ----- | ------------------------------------------------------------------------------------- |
| Алден Рамовић 29’ · Алден Рамовић 61’ · Александар Маџгаљ 80’ |       | Арсеније Чепић 34’ · Богољуб Тешовић 59’ · Миодраг Ђукић 82’ · Ју Мијазаки 90’ (пен.) |

| ОФК Гусиње         | 1 : 3 | Петњица                                                         |
| ------------------ | ----- | --------------------------------------------------------------- |
| Денис Омерагић 30’ |       | Никола Томовић 61’ (пен.) · Емил Адровић 70’ · Емил Адровић 76’ |

| Гусиње                                         | 2 : 4 | Ибар                                                                                 |
| ---------------------------------------------- | ----- | ------------------------------------------------------------------------------------ |
| Адил Коленовић 23’ · Адил Коленовић 61’ (пен.) |       | Андрија Глушчевић 6’ · Ајсел Мурић 15’ · Андрија Глушчевић 19’ · Муслија Јуковић 80’ |

### 19. коло
| ОФК Гусиње                                                                                          | 5 : 1 | ОФК Борац         |
| --------------------------------------------------------------------------------------------------- | ----- | ----------------- |
| Адис Пировић 17’ (пен.) · Луан Кукај 19’ · Луан Кукај 27’ · Амил Сеферагић 68’ · Алден Радончић 87’ |       | Алден Рамовић 51’ |

| Гусиње | 0 : 11 | Пљевља |
| ------ | ------ | --- |
|        |        | Кристијан Ернец 3’ · Марко Крстонијевић 12’ · Марко Крстонијевић 14’ · Богољуб Тешовић 16’ · Кристијан Ернец 26’ · Ју Мијазаки 29’ · Ју Мијазаки 31’ · Ју Мијазаки 35’ · Ју Мијазаки 52’ · Ју Мијазаки 83’ · Кристијан Ернец 85’ |

| Полимље              | 1 : 9 | Ибар |
| -------------------- | ----- | --- |
| Богољуб Коматина 11’ |       | Андрија Глушчевић 11’ · Мирзет Мурић 30’ · Муслија Јуковић 31’ · Тодор Шекуларац 52’ · Андрија Глушчевић 54’ · Тарик Чикић 59’ · Јакуб Фазлић 62’ · Јакуб Фазлић 65’ · Јакуб Фазлић 78’ |

| Петњица | 5 : 0 | Комови |
| --- | ----- | ------ |
| Никола Томовић 8’ (пен.) · Хузеир Скендеровић 50’ · Марко Пешић 57’ · Никола Ђукић 61’ · Хузеир Скендеровић 69’ |       |        |

### 20. коло
| Ибар                                                       | 3 : 0 | Гусиње |
| ---------------------------------------------------------- | ----- | ------ |
| Мирзет Мурић 27’ · Ајсел Мурић 75’ · Андрија Глушчевић 79’ |       |        |

| Пљевља | 3 : 0 | ОФК Гусиње |
| ------ | ----- | ---------- |
|        |       |            |

| ОФК Борац                       | 2 : 2 | Петњица                                         |
| ------------------------------- | ----- | ----------------------------------------------- |
| Армен Бошњак 2’ · Ален Пољак 6’ |       | Бојан Јокановић 55’ · Никола Томовић 66’ (пен.) |

| Комови                                                     | 3 : 2 | Брсково                                         |
| ---------------------------------------------------------- | ----- | ----------------------------------------------- |
| Слободан Бакић 18’ · Мерил Мусић 62’ · Филип Губеринић 85’ |       | Матија Балтић 35’ · Андрија Станић 90+2’ (пен.) |

### 21. коло
| ОФК Гусиње | 0 : 2 | Ибар                                      |
| ---------- | ----- | ----------------------------------------- |
|            |       | Муслија Јуковић 30’ · Тодор Шекуларац 53’ |

| Гусиње              | 1 : 1 | Полимље           |
| ------------------- | ----- | ----------------- |
| Анес Хот 22’ (пен.) |       | Лука Стијовић 86’ |

| Петњица            | 1 : 6 | Пљевља |
| ------------------ | ----- | --- |
| Никола Томовић 28’ |       | Ју Мијазаки 2’ · Дино Адровић 12’ (аг.) · Марко Крстонијевић 50’ · Марко Крстонијевић 55’ · Ју Мијазаки 73’ · Миодраг Ђукић 89’ |

| Брсково                   | 1 : 1 | ОФК Борац            |
| ------------------------- | ----- | -------------------- |
| Андрија Станић 73’ (пен.) |       | Асмир Зејлиновић 36’ |

### 22. коло
| Пљевља                                                                                               | 5 : 0 | Брсково |
| --- | ----- | ------- |
| Ју Мијазаки 8’ · Кристијан Ернец 29’ · Арсеније Чепић 74’ · Ју Мијазаки 81’ · Марко Крстонијевић 89’ |       |         |

| Ибар                                                                         | 4 : 0 | Петњица |
| ---------------------------------------------------------------------------- | ----- | ------- |
| Ајсел Мурић 10’ · Ајсел Мурић 18’ · Мирзет Мурић 76’ · Андрија Глушчевић 79’ |       |         |

| ОФК Борац                                                | 3 : 1 | Комови           |
| -------------------------------------------------------- | ----- | ---------------- |
| Ален Пољак 32’ · Алден Рамовић 40’ · Никола Цвијовић 83’ |       | Филип Ћеранић 5’ |

| Полимље                                 | 2 : 4 | ОФК Гусиње                                                                    |
| --------------------------------------- | ----- | ----------------------------------------------------------------------------- |
| Петар Томовић 82’ · Анђело Ивановић 86’ |       | Алдин Пировић 19’ · Леон Кукај 28’ · Денис Омерагић 53’ · Џенис Фератовић 80’ |

### 23. коло
| Комови                             | 2 : 5 | Пљевља                                                                                           |
| ---------------------------------- | ----- | ------------------------------------------------------------------------------------------------ |
| Адис Пуповић 6’ · Адис Пуповић 65’ |       | Ју Мијазаки 20’ · Арсеније Чепић 35’ · Ју Мијазаки 45+1’ · Ју Мијазаки 80’ · Кристијан Ернец 85’ |

| Брсково | 0 : 5 | Ибар |
| ------- | ----- | --- |
|         |       | Муслија Јуковић 32’ (пен.) · Андрија Глушчевић 48’ · Тарик Чикић 70’ · Мирзет Мурић 72’ · Муслија Јуковић 84’ |

| ОФК Гусиње                              | 2 : 2 | Гусиње                              |
| --------------------------------------- | ----- | ----------------------------------- |
| Данис Омерагић 14’ · Енвер Радончић 75’ |       | Елмир Хот 26’ · Елдар Кољеновић 45’ |

| Петњица                              | 2 : 1 | Полимље         |
| ------------------------------------ | ----- | --------------- |
| Никола Томовић 42’ · Марко Пешић 72’ |       | Петар Катић 34’ |

### 24. коло
| Ибар | 3 : 0 | Комови |
| ---- | ----- | ------ |
|      |       |        |

| Пљевља                                                         | 3 : 1 | ОФК Борац                |
| -------------------------------------------------------------- | ----- | ------------------------ |
| Миодраг Ђукић 34’ · Брајан Матановић 44’ · Кристијан Ернец 69’ |       | Алден Рамовић 77’ (пен.) |

| Полимље | 0 : 8 | Брсково |
| ------- | ----- | --- |
|         |       | Вељко Смоловић 7’ · Вељко Смоловић 35’ · Трифун Фуштић 47’ · Павле Ђукић 50’ · Андрија Станић 63’ · Никола Вујисић 67’ · Никола Вујисић 81’ · Трифун Фуштић 86’ |

| Гусиње                           | 2 : 6 | Петњица |
| -------------------------------- | ----- | --- |
| Денијал Чекић 33’ · Анес Хот 64’ |       | Бојан Јокановић 14’ · Никола Томовић 20’ · Бојан Јокановић 52’ · Михаило Губеринић 57’ · Бојан Јокановић 60’ · Лазар Ћулафић 89’ |

### 25. коло
| Комови | 0 : 1 | Полимље           |
| ------ | ----- | ----------------- |
|        |       | Лазар Бојовић 73’ |

| Брсково                                                          | 3 : 0 | Гусиње |
| ---------------------------------------------------------------- | ----- | ------ |
| Андрија Станић 11’ · Никола Вујисић 69’ · Марко Зејак 88’ (пен.) |       |        |

| Петњица | 0 : 1 | ОФК Гусиње        |
| ------- | ----- | ----------------- |
|         |       | Алдин Пировић 82’ |

| ОФК Борац      | 1 : 2 | Ибар                                   |
| -------------- | ----- | -------------------------------------- |
| Ален Пољак 51’ |       | Андрија Глушчевић 6’ · Илхан Хоџић 19’ |

### 26. коло
| Полимље | 0 : 4 | ОФК Борац                                                                              |
| ------- | ----- | -------------------------------------------------------------------------------------- |
|         |       | Асмир Зејлиновић 1’ · Ален Пољак 30’ · Александар Маџгаљ 62’ · Радоје Кораћ 82’ (пен.) |

| Гусиње       | 1 : 8 | Комови |
| ------------ | ----- | --- |
| Анес Хот 36’ |       | Слободан Рачић 22’ · Елмир Хот 25’ (аг.) · Милосав Делетић 58’ · Милосав Делетић 69’ · Филип Губеринић 72’ · Слободан Рачић 75’ · Стефан Вучевић 85’ · Филип Губеринић 90’ |

| ОФК Гусиње             | 1 : 0 | Брсково |
| ---------------------- | ----- | ------- |
| Мухамед Хусеиновић 55’ |       |         |

| Ибар                                                                          | 4 : 0 | Пљевља |
| ----------------------------------------------------------------------------- | ----- | ------ |
| Муслија Јуковић 5’ · Тодор Шекуларац 37’ · Исмар Хоџић 51’ · Мирзет Мурић 89’ |       |        |

### 27. коло
| Комови                                                 | 3 : 1 | ОФК Гусиње     |
| ------------------------------------------------------ | ----- | -------------- |
| Никола Аџић 7’ · Милосав Делетић 52’ · Никола Аџић 89’ |       | Луан Кукај 43’ |

| Брсково                                                                          | 4 : 1 | Петњица          |
| -------------------------------------------------------------------------------- | ----- | ---------------- |
| Борислав Раковић 59’ · Никола Вујисић 61’ · Марко Зејак 74’ · Андрија Станић 76’ |       | Ерис Бабачић 25’ |

| Пљевља                                                                                           | 5 : 1 | Полимље          |
| ------------------------------------------------------------------------------------------------ | ----- | ---------------- |
| Ју Мијазаки 20’ · Марко Терзић 49’ · Кристијан Ернец 83’ · Ју Мијазаки 88’ · Миодраг Ђукић 90+2’ |       | Божо Шуњевић 90’ |

| ОФК Борац                                                  | 3 : 4 | Гусиње                                                                            |
| ---------------------------------------------------------- | ----- | --------------------------------------------------------------------------------- |
| Асмир Зејлиновић 23’ · Армен Бошњак 27’ · Армен Бошњак 71’ |       | Анес Хот 74’ · Денијал Чекић 76’ · Гетоар Гјонбалај 81’ · Белмин Бектешевић 90+3’ |

## Табела и статистика
| Мјесто | Екипа      | Играно | Побједа | Неријешено | Изгубио | Дао гол. | При. гол. | Гол-разлика | Бодови | Напомене            |
| ------ | ---------- | ------ | ------- | ---------- | ------- | -------- | --------- | ----------- | ------ | ------------------- |
| 1.     | Ибар       | 24     | 23      | 0          | 1       | 89       | 11        | +78         | 69     | Бараж за Другу лигу |
| 2.     | Пљевља     | 24     | 19      | 3          | 2       | 83       | 24        | +59         | 60     |                     |
| 3.     | ОФК Борац  | 24     | 12      | 4          | 8       | 67       | 48        | +19         | 40     |                     |
| 4.     | Комови     | 24     | 11      | 3          | 10      | 49       | 47        | +2          | 35     | (-1)                |
| 5.     | Брсково    | 24     | 8       | 5          | 11      | 59       | 43        | +16         | 28     | (-1)                |
| 6.     | Петњица    | 24     | 7       | 6          | 11      | 37       | 49        | -12         | 27     |                     |
| 7.     | ОФК Гусиње | 24     | 7       | 4          | 13      | 30       | 53        | -23         | 24     | (-1)                |
| 8.     | Гусиње     | 24     | 3       | 4          | 17      | 29       | 93        | -64         | 12     | (-1)                |
| 9.     | Полимље    | 24     | 2       | 3          | 19      | 22       | 97        | -75         | 8      | (-1)                |

- Ибар иде у бараж за пласман у Другу лигу;
- Комови -1 бод;
- Брсково -1 бод;
- ОФК Гусиње -1 бод;
- Гусиње -1 бод;
- Полимље -1 бод;

| Првак Треће лиге Црне Горе — Сјевер |
| ----------------------------------- |
| Ибар 3. Титула                      |

### Позиције на табели по колима
|    | Екипа      | 1 | 2 | 3 | 4 | 5 | 6 | 7 | 8 | 9 | 10 | 11 | 12 | 13 | 14 | 15 | 16 | 17 | 18 | 19 | 20 | 21 | 22 | 23 | 24 | 25 | 26 | 27 |
| -- | ---------- | - | - | - | - | - | - | - | - | - | -- | -- | -- | -- | -- | -- | -- | -- | -- | -- | -- | -- | -- | -- | -- | -- | -- | -- |
| 1. | Брсково    | 8 | 6 | 4 | 4 | 6 | 6 | 6 | 6 | 6 | 6  | 6  | 6  | 6  | 5  | 5  | 5  | 5  | 5  | 6  | 6  | 6  | 6  | 6  | 6  | 5  | 5  | 5  |
| 2. | Гусиње     | 9 | 9 | 9 | 9 | 8 | 8 | 9 | 9 | 9 | 9  | 9  | 9  | 9  | 8  | 8  | 8  | 8  | 8  | 8  | 8  | 8  | 8  | 8  | 8  | 8  | 8  | 8  |
| 3. | Ибар       | 3 | 1 | 1 | 1 | 1 | 1 | 1 | 2 | 1 | 1  | 1  | 1  | 1  | 1  | 1  | 1  | 1  | 1  | 1  | 1  | 1  | 1  | 1  | 1  | 1  | 1  | 1  |
| 4. | Комови     | 4 | 4 | 7 | 3 | 4 | 4 | 4 | 4 | 4 | 4  | 4  | 4  | 4  | 4  | 4  | 4  | 4  | 4  | 4  | 4  | 4  | 4  | 4  | 4  | 4  | 4  | 4  |
| 5. | ОФК Борац  | 1 | 2 | 4 | 5 | 3 | 3 | 3 | 3 | 3 | 3  | 3  | 3  | 3  | 3  | 3  | 3  | 3  | 3  | 3  | 3  | 3  | 3  | 3  | 3  | 3  | 3  | 3  |
| 6. | ОФК Гусиње | 7 | 7 | 6 | 7 | 7 | 7 | 7 | 7 | 7 | 7  | 7  | 7  | 7  | 7  | 7  | 7  | 7  | 7  | 7  | 7  | 7  | 7  | 7  | 7  | 7  | 7  | 7  |
| 7. | Петњица    | 6 | 5 | 5 | 6 | 5 | 5 | 5 | 5 | 5 | 5  | 5  | 5  | 5  | 6  | 6  | 6  | 6  | 6  | 5  | 5  | 5  | 5  | 5  | 5  | 6  | 6  | 6  |
| 8. | Пљевља     | 2 | 3 | 2 | 2 | 2 | 2 | 2 | 1 | 2 | 2  | 2  | 2  | 2  | 2  | 2  | 2  | 2  | 2  | 2  | 2  | 2  | 2  | 2  | 2  | 2  | 2  | 2  |
| 9. | Полимље    | 5 | 8 | 8 | 8 | 9 | 9 | 8 | 8 | 8 | 8  | 8  | 8  | 8  | 9  | 9  | 9  | 9  | 9  | 9  | 9  | 9  | 9  | 9  | 9  | 9  | 9  | 9  |

### Домаћин - гост табела
| М  | Клуб            | Одиг. као домаћин | Поб. | Нер. | Пор. | ГД | ГП | ГР  | Бод. | Одиг. као гост | Поб. | Нер. | Пор. | ГД | ГП | ГР  | Бод. |
| -- | --------------- | ----------------- | ---- | ---- | ---- | -- | -- | --- | ---- | -------------- | ---- | ---- | ---- | -- | -- | --- | ---- |
| 1. | Ибар            | 12                | 12   | 0    | 0    | 48 | 2  | +46 | 36   | 12             | 11   | 0    | 1    | 41 | 9  | +32 | 33   |
| 2. | Пљевља          | 12                | 11   | 1    | 0    | 43 | 8  | +35 | 34   | 12             | 8    | 2    | 2    | 40 | 16 | -24 | 26   |
| 3. | ОФК Борац       | 12                | 7    | 1    | 4    | 39 | 22 | +17 | 22   | 12             | 5    | 3    | 4    | 28 | 26 | +2  | 16   |
| 4. | Комови (-1)     | 12                | 8    | 0    | 4    | 26 | 17 | +9  | 24   | 12             | 3    | 3    | 6    | 23 | 30 | -7  | 12   |
| 5. | Брсково (-1)    | 12                | 5    | 5    | 2    | 32 | 17 | +5  | 20   | 12             | 3    | 0    | 9    | 27 | 26 | +1  | 9    |
| 6. | Петњица         | 12                | 5    | 3    | 4    | 22 | 21 | +1  | 18   | 12             | 2    | 3    | 7    | 15 | 28 | -13 | 9    |
| 7. | ОФК Гусиње (-1) | 12                | 5    | 1    | 6    | 16 | 20 | -4  | 16   | 12             | 2    | 3    | 7    | 14 | 33 | -19 | 9    |
| 8. | Гусиње (-1)     | 12                | 1    | 3    | 8    | 16 | 48 | -32 | 6    | 12             | 2    | 1    | 9    | 13 | 45 | -32 | 7    |
| 9. | Полимље (-1)    | 12                | 1    | 2    | 9    | 14 | 54 | -40 | 5    | 12             | 1    | 1    | 10   | 8  | 43 | -35 | 4    |

## Листа стријелаца
| Позиција | Држава    | Играч                | Екипа          | Број голова | Голови из пенала |
| -------- | --------- | -------------------- | -------------- | ----------- | ---------------- |
| 1.       | Јапан     | Ју Мијазаки          | Пљевља         | 24          | 1                |
| 2.       | Црна Гора | Муслија Јуковић      | Ибар           | 21          | 1                |
| 3.       | Црна Гора | Алден Рамовић        | ОФК Борац      | 20          | 1                |
| 4.       | Црна Гора | Кристијан Ернец      | Пљевља         | 19          | 0                |
| 5.       | Црна Гора | Ајсел Мурић          | Ибар           | 14          | 7                |
| 6.       | Црна Гора | Мирзет Мурић         | Ибар           | 12          | 0                |
| 7.       | Црна Гора | Тодор Шекуларац      | ОФК Борац Ибар | 10          | 0                |
| 7.       | Црна Гора | Миодраг Ђукић        | Брсково Пљевља | 10          | 0                |
| 7.       | Црна Гора | Андрија Глушчевић    | Ибар           | 10          | 0                |
| 10.      | Црна Гора | Арсеније Чепић       | Пљевља         | 9           | 1                |
| 10.      | Црна Гора | Бане Булатовић       | Брсково        | 9           | 3                |
| 10.      | Црна Гора | Ален Пољак           | ОФК Борац      | 9           | 0                |
| 10.      | Црна Гора | Јакуб Фазлић         | Ибар           | 9           | 0                |
| 14.      | Црна Гора | Милић Лабовић        | Комови         | 8           | 1                |
| 14.      | Црна Гора | Милосав Делетић      | Комови         | 8           | 0                |
| 14.      | Црна Гора | Никола Томовић       | Петњица        | 8           | 4                |
| 14.      | Црна Гора | Никола Вујисић       | Брсково        | 8           | 0                |
| 18.      | Црна Гора | Андрија Станић       | Брсково        | 7           | 2                |
| 18.      | Црна Гора | Филип Губеринић      | Комови         | 7           | 0                |
| 20.      | Црна Гора | Видоје Средојевић    | ОФК Борац      | 6           | 0                |
| 20.      | Црна Гора | Анес Хот             | Гусиње         | 6           | 1                |
| 20.      | Црна Гора | Бојан Јокановић      | Петњица        | 6           | 1                |
| 20.      | Црна Гора | Леон Кукај           | ОФК Гусиње     | 6           | 0                |
| 24.      | Црна Гора | Вељко Крстонијевић   | Пљевља         | 5           | 0                |
| 24.      | Црна Гора | Лазар Бојовић        | Полимље        | 5           | 0                |
| 24.      | Црна Гора | Данило Зиндовић      | Брсково        | 5           | 0                |
| 24.      | Црна Гора | Лазар Кастратовић    | Комови         | 5           | 0                |
| 24.      | Црна Гора | Вељко Смоловић       | Брсково        | 5           | 0                |
| 24.      | Црна Гора | Јусуф Фазлић         | Ибар           | 5           | 0                |
| 24.      | Црна Гора | Емрах Хасовић        | Ибар           | 5           | 0                |
| 24.      | Црна Гора | Денијал Чекић        | Гусиње         | 5           | 1                |
| 24.      | Црна Гора | Трифун Фуштић        | Брсково        | 5           | 0                |
| 24.      | Црна Гора | Марко Крстонијевић   | Пљевља         | 5           | 0                |
| 34.      | Црна Гора | Бранко Вуковић       | ОФК Борац      | 4           | 1                |
| 34.      | Црна Гора | Ерис Бабачић         | Петњица        | 4           | 0                |
| 34.      | Црна Гора | Никола Аџић          | Комови         | 4           | 0                |
| 34.      | Црна Гора | Армен Бошњак         | ОФК Борац      | 4           | 0                |
| 34.      | Црна Гора | Александар Маџгаљ    | ОФК Борац      | 4           | 0                |
| 34.      | Црна Гора | Денис Омерагић       | ОФК Гусиње     | 4           | 0                |
| 34.      | Црна Гора | Емил Адровић         | Петњица        | 4           | 0                |
| 41.      | Црна Гора | Алден Радончић       | ОФК Гусиње     | 3           | 0                |
| 41.      | Црна Гора | Лазар Ћулафић        | Петњица        | 3           | 0                |
| 41.      | Црна Гора | Хузеир Скендеровић   | Петњица        | 3           | 0                |
| 41.      | Црна Гора | Лука Дрмач           | Пљевља         | 3           | 0                |
| 41.      | Црна Гора | Исмар Хоџић          | Ибар           | 3           | 0                |
| 41.      | Црна Гора | Богољуб Коматина     | Полимље        | 3           | 0                |
| 41.      | Црна Гора | Мухамед Хусеиновић   | ОФК Гусиње     | 3           | 0                |
| 41.      | Црна Гора | Матија Бошковић      | Брсково        | 3           | 0                |
| 41.      | Црна Гора | Мерил Мусић          | Комови         | 3           | 0                |
| 41.      | Црна Гора | Асмир Зејлиновић     | ОФК Борац      | 3           | 0                |
| 51.      | Црна Гора | Никола Цвијовић      | ОФК Борац      | 2           | 0                |
| 51.      | Црна Гора | Александар Раковић   | ОФК Борац      | 2           | 0                |
| 51.      | Црна Гора | Мерсим Башић         | Полимље        | 2           | 0                |
| 51.      | Црна Гора | Амел Ђешевић         | ОФК Гусиње     | 2           | 0                |
| 51.      | Црна Гора | Филип Ћеранић        | Комови         | 2           | 0                |
| 51.      | Црна Гора | Веселин Вујачић      | Гусиње         | 2           | 0                |
| 51.      | Црна Гора | Дамјан Оташевић      | Полимље        | 2           | 0                |
| 51.      | Црна Гора | Ирфан Чекић          | Гусиње         | 2           | 0                |
| 51.      | Црна Гора | Матија Балтић        | Брсково        | 2           | 0                |
| 51.      | Црна Гора | Амил Сеферагић       | ОФК Гусиње     | 2           | 0                |
| 51.      | Црна Гора | Маид Чекић           | Гусиње         | 2           | 1                |
| 51.      | Црна Гора | Џавид Дервишевић     | Гусиње         | 2           | 0                |
| 51.      | Црна Гора | Елдар Кољеновић      | Гусиње         | 2           | 0                |
| 51.      | Црна Гора | Енвер Радончић       | ОФК Гусиње     | 2           | 0                |
| 51.      | Црна Гора | Павле Ђукић          | Брсково        | 2           | 0                |
| 51.      | Црна Гора | Брајан Матановић     | Пљевља         | 2           | 0                |
| 51.      | Црна Гора | Далибор Дробњак      | Комови         | 2           | 0                |
| 51.      | Црна Гора | Богољуб Тешовић      | Пљевља         | 2           | 0                |
| 51.      | Црна Гора | Адил Коленовић       | Гусиње         | 2           | 1                |
| 51.      | Црна Гора | Тарик Чикић          | Ибар           | 2           | 0                |
| 51.      | Црна Гора | Марко Пешић          | Петњица        | 2           | 0                |
| 51.      | Црна Гора | Адис Пуповић         | Комови         | 2           | 0                |
| 51.      | Црна Гора | Марко Зејак          | Брсково        | 2           | 1                |
| 51.      | Црна Гора | Алдин Пировић        | ОФК Гусиње     | 2           | 0                |
| 51.      | Црна Гора | Слободан Рачић       | Комови         | 2           | 0                |
| 76.      | Црна Гора | Саша Лабан           | Полимље        | 1           | 0                |
| 76.      | Црна Гора | Дино Адровић         | Петњица        | 1           | 0                |
| 76.      | Црна Гора | Мухамед Витковић     | Полимље        | 1           | 0                |
| 76.      | Црна Гора | Марко Болевић        | Полимље        | 1           | 0                |
| 76.      | Црна Гора | Ерик Селимај         | Гусиње         | 1           | 0                |
| 76.      | Црна Гора | Адис Баховић         | ОФК Борац      | 1           | 0                |
| 76.      | Црна Гора | Асмир Бајровић       | Гусиње         | 1           | 0                |
| 76.      | Црна Гора | Никола Брајић        | ОФК Борац      | 1           | 0                |
| 76.      | Црна Гора | Енис Лукач           | ОФК Борац      | 1           | 0                |
| 76.      | Црна Гора | Лазар Шћепановић     | Брсково        | 1           | 0                |
| 76.      | Црна Гора | Фарис Рамовић        | Ибар           | 1           | 0                |
| 76.      | Црна Гора | Матија Боричић       | Пљевља         | 1           | 0                |
| 76.      | Црна Гора | Ђорђе Јелић          | Брсково        | 1           | 0                |
| 76.      | Црна Гора | Мелид Аговић         | Петњица        | 1           | 0                |
| 76.      | Црна Гора | Дино Муламекић       | ОФК Гусиње     | 1           | 0                |
| 76.      | Црна Гора | Александар Милићевић | Комови         | 1           | 0                |
| 76.      | Црна Гора | Петрашин Зоговић     | Полимље        | 1           | 0                |
| 76.      | Црна Гора | Кенан Радончић       | Гусиње         | 1           | 0                |
| 76.      | Црна Гора | Мухамед Цириковић    | Полимље        | 1           | 0                |
| 76.      | Црна Гора | Адис Пировић         | ОФК Гусиње     | 1           | 1                |
| 76.      | Црна Гора | Никола Ђукић         | Петњица        | 1           | 0                |
| 76.      | Црна Гора | Слободан Бакић       | Комови         | 1           | 0                |
| 76.      | Црна Гора | Лука Стијовић        | Полимље        | 1           | 0                |
| 76.      | Црна Гора | Џенис Фератовић      | ОФК Гусиње     | 1           | 0                |
| 76.      | Црна Гора | Анђело Ивановић      | Полимље        | 1           | 0                |
| 76.      | Црна Гора | Петар Томовић        | Полимље        | 1           | 0                |
| 76.      | Црна Гора | Елмир Хот            | Гусиње         | 1           | 0                |
| 76.      | Црна Гора | Петар Катић          | Полимље        | 1           | 0                |
| 76.      | Црна Гора | Михаило Губеринић    | Петњица        | 1           | 0                |
| 76.      | Црна Гора | Илхан Хоџић          | Ибар           | 1           | 0                |
| 76.      | Црна Гора | Радоје Кораћ         | ОФК Борац      | 1           | 0                |
| 76.      | Црна Гора | Стефан Вучевић       | Комови         | 1           | 0                |
| 76.      | Црна Гора | Борислав Раковић     | Брсково        | 1           | 0                |
| 76.      | Црна Гора | Божо Жуњевић         | Полимље        | 1           | 0                |
| 76.      | Црна Гора | Марко Терзић         | Пљевља         | 1           | 0                |
| 76.      | Црна Гора | Белмин Бектешевић    | Гусиње         | 1           | 0                |
| 76.      | Црна Гора | Гетоар Гјонбалај     | Гусиње         | 1           | 0                |